# Hirojama Nozomi
Hirojama Nozomi (Csiba, 1977. március 6. –) japán válogatott labdarúgó.
A japán U20-as válogatott tagjaként részt vett az 1997-es ifjúsági labdarúgó-világbajnokságon.

## Statisztika
| Japán válogatott | Japán válogatott | Japán válogatott |
| Időszak          | Mérk.            | gól              |
| ---------------- | ---------------- | ---------------- |
| 2001             | 2                | 0                |
| Összesen         | 2                | 0                |